# Onorato Carlandi
Onorato Carlandi (né le 15 mai 1848 à Rome et mort 11 avril 1939  dans la même ville) est un artiste peintre italien.

## Biographie
Onorato Carlandi est né le 15 mai 1848 à Rome. Il a étudié à l'académie des beaux-arts à Rome, où ses maîtres étaient Coghetti et Caralti. En 1876, il gagne un prix à Rome pour un tableau intitulé les Volontaires de Garibaldi emprisonnés à Mentana. Il est mort en 1939.